# 苏门白酒草
苏门白酒草（学名：Conyza sumatrensis）是菊科白酒草属的植物。原生南美洲，分布在台灣、南美洲以及中国大陆的贵州、云南、广西、福建、江西、广东等地，生长于海拔300米至2,450米的地区，常生长在旷野、山坡草地和路旁，目前尚未由人工引种栽培。
苏门白酒草別名野茼蒿、野塘蒿、野桐蒿、野地黃菊、大野茼蒿、大野塘蒿、竹葉艾。
苏门白酒草全草可食用，有清熱解毒，行氣止痛，消脹緩瀉等藥效。